# حديقة سانكين
حديقة سانكين (باليابانية: 三溪園) هي حديقة يابانية تقليدية تقع في مدينة يوكوهاما، التابعة لمحافظة كاناغاوا. افتتحت عام 1906. تشتهر هذه الحديقة بمساحتها الواسعة التي تبلغ 175 ألف متر مربع، وتضم تضاريس طبيعية، بالإضافة إلى تنوع كبير من النباتات والزهور الموسمية والبرك والجداول المائية. كما تحتوي الحديقة 17 مبنى تاريخي، 10 منها مُعتَرَف بها كأماكن ثقافية وطنية مهمة، حيث تُمثِّل واجهة لتاريخ اليابان.

## التاريخ
تم تسمية حديقة سانكين نسبةً إلى اللقب الذي اشتهر به مؤسسها هارا توميتارو. وُلد توميتارو في فترة تتراوح ما بين عامي 1868 و1939 في محافظة جيفو، وكان يُعرف سابقًا باسم آؤكي توميتارو. كان نشيطًا في صناعة وتجارة الحرير، استكمل تعليمه في جامعة وسيدا بعد انتقاله إلى طوكيو، وبدأ في التدريس في مدرسة أتومي. هناك التقى بزوجته هارا ياسو، وقامت عائلتها، التي كانت تعمل في التجارة، بتبنيه ومنحه لقبها العائلي الذي أصبح يُعرف به لاحقًا.
أما ملكية أرض حديقة سانكيي، فإنها تعود إلى جده هارا زينزابورو، الذي قام بشرائها عام 1868. بعدها، قام هارا ببناء مسكنه هناك عام 1902، حيث قام بشراء المباني التاريخية ونقلها من أماكن مختلفة من البلاد إلى سانكين لإنشاء الحديقة، ومن ثم أطلق على العقار اسمًا مستوحى من اسم المكان المحلي.
وبعد مرور سنوات قليلة من إنشاء هذه الحديقة، قام هارا بفتح جزء كبير من الحديقة الخارجية للناس عام 1906، وزرع الحديقة بأشجار البرقوق والكرز، ومجموعة متنوعة من الأزهار الموسمية، لتصبح منتزهًا مهمًا لسكان المنطقة والزوار من مختلف المناطق. واستمر هارا في العمل على توسيع الحديقة وتجهيزها بالعديد من المباني والهياكل حتى اكتملت بشكل نهائي عام 1922.
تم التبرع بها في نهاية المطاف إلى حكومة مدينة يوكوهاما عام 1953، ليتم فتح حدائقها الخارجية للعامة بعد الانتهاء من عمليات الترميم التي دامت خمس سنوات أعيد افتتاح الحديقة الداخلية عام 1958، وبعدها فتحت العديد من المرافق بما فيهم صالة سانكين كينانكان التذكارية والعديد من ممرات المشي. وصنفت بعدها الحديقة على أنها مكان ذو جمال طبيعي خلاب من قبل الحكومة الوطنية عام 2007.